# Liste der Bodendenkmäler in Moosburg an der Isar
Auf dieser Seite sind die Bodendenkmäler in der oberbayerischen Gemeinde Moosburg an der Isar zusammengestellt. Diese Tabelle ist eine Teilliste der Liste der Bodendenkmäler in Bayern. Grundlage ist die Bayerische Denkmalliste, die auf Basis des Bayerischen Denkmalschutzgesetzes vom 1. Oktober 1973 erstmals erstellt wurde und seither durch das Bayerische Landesamt für Denkmalpflege geführt wird. Die folgenden Angaben ersetzen nicht die rechtsverbindliche Auskunft der Denkmalschutzbehörde.

## Bodendenkmäler der Gemeinde Moosburg an der Isar

### Gemarkung Buch a.Erlbach
| Lage                      | Objekt                             | Akten-Nr.     | Bild |
| ------------------------- | ---------------------------------- | ------------- | ---- |
| Buch a.Erlbach (Standort) | Siedlung der römischen Kaiserzeit. | D-2-7538-0367 |      |

### Gemarkung Moosburg a.d.Isar
| Lage                         | Objekt | Akten-Nr.     | Bild |
| ---------------------------- | --- | ------------- | ---- |
| Moosburg a.d.Isar (Standort) | Untertägige mittelalterliche und frühneuzeitliche Siedlungsteile des historischen Stadtkerns von Moosburg a.d. Isar. | D-1-7537-0135 |      |
| Moosburg a.d.Isar (Standort) | Untertägige mittelalterliche und frühneuzeitliche Befunde im Bereich der Katholischen Pfarrkirche St. Kastulus in Moosburg a.d. Isar mit abgegangenen Kapellen, Kreuzgang, Stiftsgebäuden und deren Vorgängerbauten, der Katholischen Filialkirche St. Johannes mit älteren Bauphasen sowie den zugehörigen Kirchhöfen. | D-1-7537-0136 |      |
| Moosburg a.d.Isar (Standort) | Verebnete Abschnittsbefestigung vor- und frühgeschichtlicher Zeitstellung, unter anderem der Bronzezeit. | D-1-7537-0137 |      |
| Moosburg a.d.Isar (Standort) | Brandgräber vorgeschichtlicher Zeitstellung. | D-1-7537-0148 |      |
| Moosburg a.d.Isar (Standort) | Verebnete Bastionärsschanze der frühen Neuzeit (Schwedenschanze). | D-1-7537-0158 |      |
| Moosburg a.d.Isar (Standort) | Verebnete Grabhügel vorgeschichtlicher Zeitstellung. | D-1-7537-0161 |      |
| Moosburg a.d.Isar (Standort) | Siedlung vor- und frühgeschichtlicher Zeitstellung. | D-1-7537-0162 |      |
| Moosburg a.d.Isar (Standort) | Siedlung vor- und frühgeschichtlicher Zeitstellung. | D-1-7537-0163 |      |
| Moosburg a.d.Isar (Standort) | Siedlung vor- und frühgeschichtlicher Zeitstellung. | D-1-7537-0164 |      |
| Moosburg a.d.Isar (Standort) | Siedlung vor- und frühgeschichtlicher Zeitstellung. | D-1-7537-0166 |      |
| Moosburg a.d.Isar (Standort) | Verebnete Grabhügel vorgeschichtlicher Zeitstellung. | D-1-7537-0167 |      |
| Moosburg a.d.Isar (Standort) | Verebnete Grabhügel und Siedlung und vor- und frühgeschichtlicher Zeitstellung. | D-1-7537-0168 |      |
| Moosburg a.d.Isar (Standort) | Untertägige spätmittelalterliche und frühneuzeitliche Befunde und Funde im Bereich der Stadtmauer von Moosburg a.d. Isar mit vorgelagertem Stadtgraben. | D-1-7537-0353 |      |
| Moosburg a.d.Isar (Standort) | Untertägige mittelalterliche und frühneuzeitliche Befunde im Bereich der ehemalige Pfarrkirche, jetzt Friedhofskapelle St. Michael in Moosburg a.d.Isar. | D-1-7537-0354 |      |
| Moosburg a.d.Isar (Standort) | Untertägige mittelalterliche und frühneuzeitliche Befunde im Bereich von Schloss Asch bei Moosburg a.d.Isar und seiner Vorgängerbauten. | D-1-7537-0355 |      |
| Moosburg a.d.Isar (Standort) | Untertägige spätmittelalterliche und frühneuzeitliche Befunde im Bereich der vorstädtischen Siedlungserweiterungen von Moosburg a.d. Isar. | D-1-7537-0356 |      |
| Moosburg a.d.Isar (Standort) | Untertägige mittelalterliche und frühneuzeitliche Befunde im Bereich der ehemalige Grafenburg und des herzoglichen Amtssitzes Schloss Thurn in Moosburg a.d. Isar. | D-1-7537-0374 |      |
| Moosburg a.d.Isar (Standort) | Siedlung vor- und frühgeschichtlicher Zeitstellung. | D-1-7537-0408 |      |
| Moosburg a.d.Isar (Standort) | Siedlung vor- und frühgeschichtlicher Zeitstellung. | D-1-7537-0409 |      |

### Gemarkung Niederambach
| Lage                    | Objekt | Akten-Nr.     | Bild |
| ----------------------- | --- | ------------- | ---- |
| Niederambach (Standort) | Siedlung des Altneolithikums (Linearbandkeramik), Siedlung und Grabenwerk des Mittelneolithikums (Stichbandkeramik, Gruppe Oberlauterbach, Rössen), Siedlung der frühen und mittleren Bronzezeit, der Hallstattzeit, der Latènezeit und der römischen Kaiserzeit. | D-1-7537-0187 |      |
| Niederambach (Standort) | Siedlung des Altneolithikums (Linearbandkeramik), des Mittelneolithikums (Stichbandkeramik, Gruppe Oberlauterbach) und der römischen Kaiserzeit sowie Reihengräberfeld des frühen Mittelalters.                                                                   | D-1-7537-0188 |      |
| Niederambach (Standort) | Siedlung vorgeschichtlicher Zeitstellung. | D-1-7537-0189 |      |
| Niederambach (Standort) | Siedlung vorgeschichtlicher Zeitstellung. | D-1-7537-0190 |      |
| Niederambach (Standort) | Verebnete Grabhügel mit Bestattungen der Hallstattzeit. | D-1-7537-0191 |      |
| Niederambach (Standort) | Verebnete Grabhügel vorgeschichtlicher Zeitstellung sowie Siedlung vorgeschichtlicher Zeitstellung, unter anderem der Latènezeit. | D-1-7537-0192 |      |
| Niederambach (Standort) | Bestattungsplatz mit Kreisgräben vorgeschichtlicher Zeitstellung sowie Siedlung der Latènezeit, der römischen Kaiserzeit und des frühen Mittelalters. | D-1-7537-0194 |      |
| Niederambach (Standort) | Siedlung vor- und frühgeschichtlicher Zeitstellung, unter anderem der der römischen Kaiserzeit. | D-1-7537-0195 |      |
| Niederambach (Standort) | Siedlung vorgeschichtlicher Zeitstellung, unter anderem der Urnenfelderzeit. | D-1-7537-0196 |      |
| Niederambach (Standort) | Siedlung der Urnenfelderzeit. | D-1-7537-0197 |      |
| Niederambach (Standort) | Siedlung und Bestattungsplatz mit Grabgärten vor- und frühgeschichtlicher Zeitstellung, unter anderem der Urnenfelderzeit, sowie Brandgräber der mittleren römischen Kaiserzeit.                                                                                  | D-1-7537-0198 |      |
| Niederambach (Standort) | Siedlung vor- und frühgeschichtlicher Zeitstellung. | D-1-7537-0199 |      |
| Niederambach (Standort) | Verebneter Grabhügel vorgeschichtlicher Zeitstellung. | D-1-7537-0200 |      |
| Niederambach (Standort) | Siedlung vorgeschichtlicher Zeitstellung. | D-1-7537-0203 |      |
| Niederambach (Standort) | Siedlung vorgeschichtlicher Zeitstellung, u.a des Neolithikums. | D-1-7537-0204 |      |
| Niederambach (Standort) | Siedlung vor- und frühgeschichtlicher Zeitstellung. | D-1-7537-0205 |      |
| Niederambach (Standort) | Siedlung vorgeschichtlicher Zeitstellung. | D-1-7537-0206 |      |
| Niederambach (Standort) | Siedlung vorgeschichtlicher Zeitstellung. | D-1-7537-0208 |      |
| Niederambach (Standort) | Siedlung vorgeschichtlicher Zeitstellung. | D-1-7537-0209 |      |
| Niederambach (Standort) | Siedlung vorgeschichtlicher Zeitstellung. | D-1-7537-0210 |      |
| Niederambach (Standort) | Siedlung vorgeschichtlicher Zeitstellung. | D-1-7537-0211 |      |
| Niederambach (Standort) | Reihengräberfeld des frühen Mittelalters. | D-1-7537-0214 |      |
| Niederambach (Standort) | Untertägige mittelalterliche und frühneuzeitliche Befunde im Bereich der Katholischen Filialkirche St. Ägidius in Kirchamper. | D-1-7537-0363 |      |
| Niederambach (Standort) | Untertägige mittelalterliche und frühneuzeitliche Befunde im Bereich der Katholischen Filial- und Wallfahrtskirche Mariä Heimsuchung in Feldkirchen und ihrer Vorgängerbauten.                                                                                    | D-1-7537-0366 |      |
| Niederambach (Standort) | Verebneter Niederungsburgstall des späten Mittelalters und der frühen Neuzeit (Schloss Pillhofen). | D-1-7537-0369 |      |
| Niederambach (Standort) | Brandgräber der römischen Kaiserzeit. | D-1-7537-0410 |      |
| Niederambach (Standort) | Siedlung der Bronzezeit und der Latènezeit sowie Siedlung und Brandgräber der Urnenfelderzeit. | D-1-7537-0411 |      |

### Gemarkung Pfrombach
| Lage                 | Objekt | Akten-Nr.     | Bild |
| -------------------- | --- | ------------- | ---- |
| Pfrombach (Standort) | Körpergräber des Endneolithikums (Glockenbecherkultur).                                                                            | D-1-7537-0215 |      |
| Pfrombach (Standort) | Verebnete Grabhügel der mittleren Bronzezeit und Brandgräber der Urnenfelderzeit.                                                  | D-1-7537-0216 |      |
| Pfrombach (Standort) | Siedlung vor- und frühgeschichtlicher Zeitstellung.                                                                                | D-1-7537-0219 |      |
| Pfrombach (Standort) | Verebnete Grabhügel vorgeschichtlicher Zeitstellung.                                                                               | D-1-7537-0220 |      |
| Pfrombach (Standort) | Siedlung vor- und frühgeschichtlicher Zeitstellung.                                                                                | D-1-7537-0221 |      |
| Pfrombach (Standort) | Siedlung vor- und frühgeschichtlicher Zeitstellung.                                                                                | D-1-7537-0224 |      |
| Pfrombach (Standort) | Verebnete Grabhügel vorgeschichtlicher Zeitstellung.                                                                               | D-1-7537-0225 |      |
| Pfrombach (Standort) | Siedlung vor- und frühgeschichtlicher Zeitstellung.                                                                                | D-1-7537-0226 |      |
| Pfrombach (Standort) | Untertägige spätmittelalterliche und frühneuzeitliche Befunde im Bereich der Katholischen Filialkirche St. Georg in Aich.          | D-1-7537-0361 |      |
| Pfrombach (Standort) | Siedlung vor- und frühgeschichtlicher Zeitstellung.                                                                                | D-1-7537-0402 |      |
| Pfrombach (Standort) | Verebnete Abschnittsbefestigung des frühen oder hohen Mittelalters.                                                                | D-1-7538-0011 |      |
| Pfrombach (Standort) | Verebnete Abschnittsbefestigung vor- und frühgeschichtlicher Zeitstellung.                                                         | D-1-7538-0012 |      |
| Pfrombach (Standort) | Siedlung vorgeschichtlicher Zeitstellung.                                                                                          | D-1-7538-0013 |      |
| Pfrombach (Standort) | Körpergräber des frühen Mittelalters.                                                                                              | D-1-7538-0014 |      |
| Pfrombach (Standort) | Grabhügel vorgeschichtlicher Zeitstellung.                                                                                         | D-1-7538-0400 |      |
| Pfrombach (Standort) | Untertägige spätmittelalterliche und frühneuzeitliche Befunde im Bereich der Katholischen Pfarrkirche St. Margaretha in Pfrombach. | D-1-7538-0434 |      |
| Pfrombach (Standort) | Grabhügel vorgeschichtlicher Zeitstellung.                                                                                         | D-1-7538-0437 |      |

### Gemarkung Thonstetten
| Lage                   | Objekt | Akten-Nr.     | Bild |
| ---------------------- | --- | ------------- | ---- |
| Thonstetten (Standort) | Siedlung vor- und frühgeschichtlicher Zeitstellung. | D-1-7537-0170 |      |
| Thonstetten (Standort) | Siedlung vorgeschichtlicher Zeitstellung. | D-1-7537-0171 |      |
| Thonstetten (Standort) | Siedlung vorgeschichtlicher Zeitstellung. | D-1-7537-0172 |      |
| Thonstetten (Standort) | Siedlung der frühen Bronzezeit. | D-1-7537-0174 |      |
| Thonstetten (Standort) | Siedlung vor- und frühgeschichtlicher Zeitstellung. | D-1-7537-0175 |      |
| Thonstetten (Standort) | Siedlung vor- und frühgeschichtlicher Zeitstellung. | D-1-7537-0176 |      |
| Thonstetten (Standort) | Siedlung vorgeschichtlicher Zeitstellung. | D-1-7537-0177 |      |
| Thonstetten (Standort) | Siedlung vorgeschichtlicher Zeitstellung, unter anderem der Späthallstatt- und Frühlatènezeit.                                                                                            | D-1-7537-0178 |      |
| Thonstetten (Standort) | Siedlung vorgeschichtlicher Zeitstellung, unter anderem der Urnenfelderzeit, sowie Brandgräber der mittleren römischen Kaiserzeit.                                                        | D-1-7537-0179 |      |
| Thonstetten (Standort) | Siedlung des frühen oder hohen Mittelalters. | D-1-7537-0181 |      |
| Thonstetten (Standort) | Untertägige mittelalterliche und frühneuzeitliche Befunde im Bereich der Katholischen Filialkirche St. Valentin in Thonstetten und ihrer früh- und hochmittelalterlichen Vorgängerbauten. | D-1-7537-0357 |      |